# Tehran Airlines
Tehran Airlines ist eine iranische Fluggesellschaft mit Sitz in Teheran und Basis auf dem Flughafen Teheran-Mehrabad.

## Geschichte
Tehran Airlines wurde 2013 gegründet und sollte im März 2016 den Betrieb aufnehmen.

## Flotte
Mit Stand Juli 2023 hat Tehran Airlines keine eigenen Flugzeuge mehr.

### Zuvor eingesetzte Flugzeuge
Mit Stand März 2018 bestand die Flotte von Tehran Airlines aus einem inaktiven Flugzeug, elf weitere sind bestellt:
| Flugzeugtyp     | Anzahl | bestellt | Anmerkungen |
| --------------- | ------ | -------- | --- |
| Airbus A310-300 | 01     |          | ehemaliges Regierungsflugzeug der deutschen Bundesregierung „Theodor Heuss“, Baujahr 1989, VIP-Ausstattung, ursprünglich Passagiermaschine der Interflug, inaktiv |
| Airbus A321-200 |        | 07       | |
| Airbus A340     |        | 04       | |
| Gesamt          | 1      | 11       | |